# ソルティーノ
ソルティーノ（イタリア語: Sortino, シチリア語: Sciurtinu）は、イタリア共和国シチリア州シラクーザ県にある、人口約8,400人の基礎自治体（コムーネ）。

## 地理

### 位置・広がり

#### 隣接コムーネ
隣接するコムーネは以下の通り。
- カルレンティーニ
- カッサロ
- フェルラ
- メリッリ
- パラッツォーロ・アクレイデ
- プリオーロ・ガルガッロ
- ソラリーノ